# 中田村 (福島県)
中田村（なかたむら）は、福島県中通り東部の田村郡に属していた村。

## 概要
郡山市街の東に位置する農業が主産業の地域。和紙づくりの条件が揃っていることから、海老根地域では特産の海老根和紙の製作が行なわれてきた。伝統芸能としては柳橋歌舞伎が伝わっている。

## 地理

### 隣接していた自治体
- 郡山市
- 田村郡
  - 三春町
  - 船引町
  - 小野町

## 歴史
- 1956年（昭和31年）9月1日 - 宮城村・御舘村が合併し、中田村が発足する。
- 1965年（昭和40年）8月1日 - 中田村・西田村が郡山市に編入される。これにより、地方自治体としての中田村が消滅する。

### 行政区域変遷
- 変遷の年表

| 中田村村域の変遷（年表） | 中田村村域の変遷（年表） | 中田村村域の変遷（年表） |
| 年                       | 月日                     | 旧中田村村域に関連する行政区域変遷 |
| ------------------------ | ------------------------ | --- |
| 1889年（明治22年）       | 4月1日                   | 町村制施行に伴い、以下の村がそれぞれ発足。 - 宮城村 ← 赤沼村・高倉村・上石村・海老根村 - 御舘村 ← 下枝村・柳橋村・黒木村・駒板村・木目沢村・牛縊村・本郷村・中津川村 |
| 1956年（昭和31年）       | 9月1日                   | 宮城村・御舘村が合併し中田村が発足。 |
| 1965年（昭和40年）       | 8月1日                   | 中田村は西田村とともに郡山市に編入され、消滅。 |

- 変遷表

| 中田村村域の変遷表 | 中田村村域の変遷表 | 中田村村域の変遷表 | 中田村村域の変遷表    | 中田村村域の変遷表          | 中田村村域の変遷表 | 中田村村域の変遷表 |
| 1868年 以前        | 1868年 以前        | 明治22年 4月1日    | 明治22年 - 昭和64年   | 明治22年 - 昭和64年         | 平成元年 - 現在    | 現在               |
| ------------------ | ------------------ | ------------------ | --------------------- | --------------------------- | ------------------ | ------------------ |
|                    | 赤沼村             | 宮城村             | 昭和31年9月1日 中田村 | 昭和40年8月1日 郡山市に編入 | 郡山市             | 郡山市             |
|                    | 高倉村             | 宮城村             | 昭和31年9月1日 中田村 | 昭和40年8月1日 郡山市に編入 | 郡山市             | 郡山市             |
|                    | 上石村             | 宮城村             | 昭和31年9月1日 中田村 | 昭和40年8月1日 郡山市に編入 | 郡山市             | 郡山市             |
|                    | 海老根村           | 宮城村             | 昭和31年9月1日 中田村 | 昭和40年8月1日 郡山市に編入 | 郡山市             | 郡山市             |
|                    | 下枝村             | 御舘村             | 昭和31年9月1日 中田村 | 昭和40年8月1日 郡山市に編入 | 郡山市             | 郡山市             |
|                    | 柳橋村             | 御舘村             | 昭和31年9月1日 中田村 | 昭和40年8月1日 郡山市に編入 | 郡山市             | 郡山市             |
|                    | 黒木村             | 御舘村             | 昭和31年9月1日 中田村 | 昭和40年8月1日 郡山市に編入 | 郡山市             | 郡山市             |
|                    | 駒板村             | 御舘村             | 昭和31年9月1日 中田村 | 昭和40年8月1日 郡山市に編入 | 郡山市             | 郡山市             |
|                    | 木目沢村           | 御舘村             | 昭和31年9月1日 中田村 | 昭和40年8月1日 郡山市に編入 | 郡山市             | 郡山市             |
|                    | 牛縊村             | 御舘村             | 昭和31年9月1日 中田村 | 昭和40年8月1日 郡山市に編入 | 郡山市             | 郡山市             |
|                    | 本郷村             | 御舘村             | 昭和31年9月1日 中田村 | 昭和40年8月1日 郡山市に編入 | 郡山市             | 郡山市             |
|                    | 中津川村           | 御舘村             | 昭和31年9月1日 中田村 | 昭和40年8月1日 郡山市に編入 | 郡山市             | 郡山市             |

## 人口
総数 [単位： 人]
| 1960年（昭和35年） | 9,974 |